# سگ باسکرویل (فیلم ۱۹۳۷)
سگ باسکرویل (انگلیسی: The Hound of the Baskervilles) فیلمی است که در سال ۱۹۳۷ منتشر شد.
از بازیگران آن می‌توان به فریدریش کایسلر اشاره کرد.